# Luibeg Burn
Der Luibeg Burn ist ein Bach in der schottischen Council Area Aberdeenshire.

## Beschreibung
Der Luibeg Burn entspringt in den Cairngorms am Westhang des 1108 Meter hohen Creagan a’ Choire Etchachan nahe dessen Kuppe. Im Westen erhebt sich der Ben Macdui, der zweithöchste Berg des Vereinigten Königreichs. Groome gibt die Quellhöhe mit 1036 Metern an. Kartenmaterial der Ordnance Survey legt beinahe 1050 Meter nahe. Der Luibeg Burn fließt zunächst vornehmlich in südlicher Richtung ab, um nach etwa sieben Kilometern am Fuße des 867 Meter hohen Carn Crom nach Osten zu drehen. Östlich des Berges, rund elf Kilometer westlich von Braemar, fließt er mit dem Derry Burn zusammen und bildet das Lui Water, das über den Dee in die Nordsee entwässert. Der 9,5 Kilometer lange Bach durchfließt eine unbesiedelte Landschaft der zentralen Cairngorms. Auf seinem Lauf nimmt er verschiedene Bäche auf, besitzt jedoch keine wesentlichen Zuflüsse. Groome schlug im späten 19. Jahrhundert den Luibeg Burn als Oberlauf dem Lui Water zu.
Am Zusammenfluss von Luibeg Burn und Derry Burn befindet sich die Derry Lodge, die zum Gut Mar gehört.

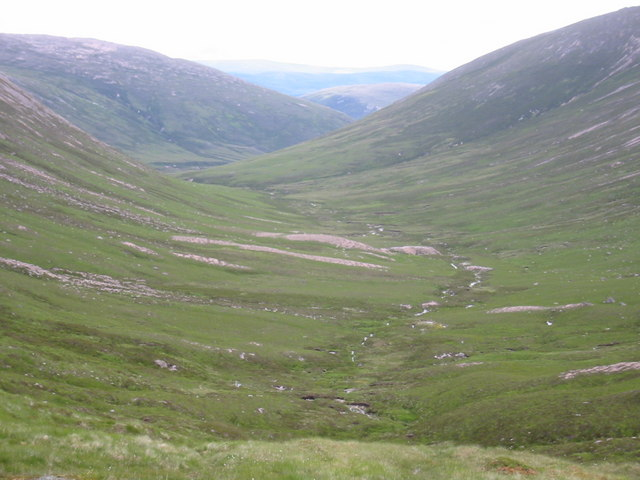
Zufluss des Luibeg Burns
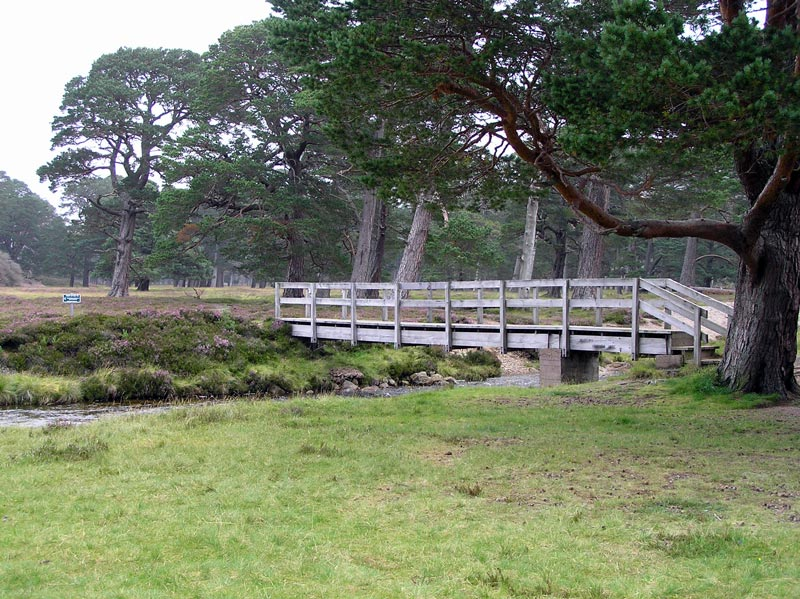
Fußgängerbrücke über den Luibeg Burn
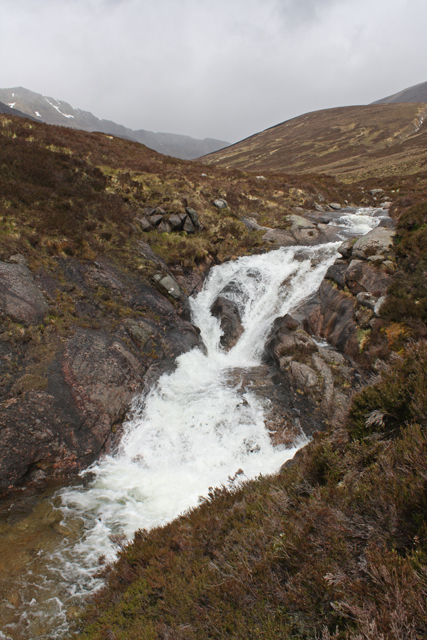
Wasserfall des Luibeg Burns